# 159

159(백오십구)는 158보다 크고 160보다 작은 자연수다.

## 수학
- 합성수로, 그 약수는 1, 3, 53, 159이다. 진약수의 합은 57이므로, 159는 부족수다.
  - 53번째 반소수다. 앞의 반소수는 158, 다음 반소수는 161이다.
- {\displaystyle 52^{2}-1}은 159로 나누어떨어진다.

## 과학
- NGC 159: 봉황자리 방향에 있는 렌즈형은하.

## 교통
- 일본 159번 국도(일본어판): 이시카와현 나나오시에서 가나자와시까지 이어지는 일본의 국도.
- 현도 제159호선

## 문화유산
- 대한민국의 국보 제159호: 무령왕 금제 뒤꽂이
- 대한민국의 보물 제159호: 함안 방어산 마애약사여래삼존입상
- 대한민국의 사적 제159호: 경주 이견대

## 방송
- 지니 TV의 YTN2 채널 번호.
- U+ TV의 TV조선3 채널 번호.
- LG헬로비전의 다문화 TV 채널 번호.
- B tv 케이블의 NBS 한국농업방송 채널 번호.

## 기타
- 연도: 159년, 기원전 159년